# Daria od św. Zofii Campillo Paniagua
Daria Campillo Paniagua de Santa Sofia (ur. 11 września 1873 w Vitorii; zm. 24 listopada 1936) – hiszpańska Błogosławiona Kościoła katolickiego.

## Życiorys
Pochodziła z religijnej rodziny. Wstąpiła do karmelitanek miłosierdzia. Podczas trwania wojny domowej w Hiszpanii została zamordowana w dniu 24 listopada 1936 roku na plaży Playa del Saler w pobliżu Walencji.
Beatyfikował ją w grupie Józef Aparicio Sanz i 232 towarzyszy Jan Paweł II w dniu 11 marca 2001 roku.